# Иттербек
Иттербек (нем. Itterbeck) — община в Германии, в земле Нижняя Саксония.
Входит в состав района Графство Бентхайм. Подчиняется управлению Ильзен. Население составляет 1775 человек (на 31 декабря 2010 года). Занимает площадь 41,01 км².
Коммуна подразделяется на 7 сельских округов.
| Год  | Население |
| ---- | --------- |
| 1990 | 1684      |
| 1995 | 1702      |
| 2000 | 1683      |
| 2005 | 1815      |
| 2010 | 1773      |